# Đại ấn Hoa Kỳ

Mặt trước Đại ấn Hoa Kỳ với dòng chữ E pluribus unum, là một trong những khẩu hiệu của quốc gia tại thời điểm tạo ra con dấu. Đại ấn của Hoa Kỳ với con đại bàng đầu trắng ngậm dải ruy băng có viết "E pluribus unum". Trước ngực là tấm khiên đại diện Mười ba thuộc địa, cành olive bên trái đại diện cho sự yêu chuộng hoà bình của nhân dân Mỹ, bó mũi tên bên phải đại diện cho ý chí bảo vệ quốc gia bằng sức mạnh.

Mặt sau Đại ấn

Đại ấn của Hoa Kỳ (tiếng Anh: Great seal of the United States) được sử dụng để xác thực một số tài liệu do chính phủ liên bang Hợp chúng quốc Hoa Kỳ cấp. Cụm từ này được sử dụng cho cả con dấu vật lý (được giữ bởi Bộ trưởng Ngoại giao Hoa Kỳ), và nói chung là cho thiết kế ấn tượng về nó. Đại ấn lần đầu tiên được sử dụng công khai vào năm 1782.
Mặt trước của Đại ấn được sử dụng như quốc huy của Hoa Kỳ. Nó được chính thức sử dụng trên các tài liệu như hộ chiếu Hoa Kỳ, phù hiệu quân sự, biển báo đại sứ quán và nhiều cờ khác nhau. Là một huy hiệu, thiết kế có màu sắc chính thức; bản thân Đại ấn, như được gắn liền với giấy, là đơn sắc.
Kể từ năm 1935, cả hai mặt của Đại ấn đã xuất hiện ở mặt sau của tờ giấy bạc một đô la. Con dấu của Tổng thống Hoa Kỳ trực tiếp dựa trên Đại ấn, và các yếu tố của nó được sử dụng trong nhiều cơ quan chính phủ và các con dấu của tiểu bang.

## Thiết kế

### Mặt trước

Ngoài việc là trung tâm của Đại ấn, huy hiệu được sử dụng làm biểu tượng quốc gia trên ví dụ: tiêu đề, biển số xe, đại sứ quán, con dấu cơ quan và hộ chiếu.

Hình ảnh chính của mô hình phía trước của quốc huy là đại bàng đầu trắng tượng trưng cho nước Mỹ. Đại bàng biển đầu trắng là biểu tượng của sức mạnh, lòng can đảm, tự do và bất tử. Đôi cánh của Đại bàng hơi được mở ra (được gọi là "thuyết trình" trong khoa học huy hiệu). Về móng vuốt chạm khắc được nắm chặt một biểu tượng của sức mạnh và hòa bình mũi tên gậy và ô liu. Người đứng đầu thợ chạm nhìn sang phải, tượng trưng cho sự mong đợi hòa bình. Khắc miệng treo lủng lẳng từ ruy băng mà nói tiếng Latinh phương châm "E pluribus unum". Nền màu xanh phía trên đầu tượng trưng cho chủ quyền của quốc gia mới "hào quang" được đặt với 13 ngôi sao năm cánh tượng trưng cho 13 tiểu bang đầu tiên của Hoa Kỳ.
Có một tấm khiên không có giá đỡ phía trước rương được chạm khắc. Điều khó hiểu là chiếc khiên này có hai điểm khác biệt so với cờ Mỹ: một là không có ngôi sao nào ở phần màu xanh bên trên (mặc dù một số áo khoác khác có 13 ngôi sao trên huy hiệu đại diện cho Thượng viện Hoa Kỳ và 50 lỗ với huy hiệu trong Ủy ban 9/11. Thứ hai không giống như cờ, các sọc đỏ và trắng bên dưới là ngoài cùng Đó là sọc trắng, không phải sọc đỏ. Toàn bộ huy hiệu thường được mô tả là "màu xanh lam làm màu cơ bản, được chia thành 13 vạch, trắng và đỏ". Mô tả này không chính xác về mặt kỹ thuật vì lá chắn không được chia theo chiều dọc thành các phần lẻ; Mô tả là: " Chia sáu mảnh màu đỏ trên nền trắng...". Nhưng tất cả các mô tả chỉ ra rằng các sọc đại diện cho mười ba thuộc địa ban đầu của châu Mỹ.

### Mặt sau
Mặt sau của con dấu là một kim tự tháp còn dang dở, được khắc các chữ số La Mã ở dưới cùng của kim tự tháp vào năm 1776, năm của Tuyên ngôn độc lập Hoa Kỳ. Trên đỉnh của kim tự tháp sắp hoàn thành, cái gọi là mắt của Chúa quan sát mọi thứ. Có hai dòng chữ ở trên và dưới: "Annuit cœptis", nó có nghĩa là ai đó "nhận ra chúng tôi để bắt đầu" "Novus ordo seclorum": Đây là một bài thơ được trích dẫn từ Vergilius, có nghĩa là "trật tư thế giới mới".